# Short Stories from Hogwarts of Power, Politics and Pesky Poltergeists
Short Stories from Hogwarts of Power, Politics and Pesky Poltergeists (tiếng Việt: Truyện ngắn về Hogwarts dành cho Quyền lực, Chính trị và Những Yêu tinh Gây phiền toái) là cuốn sách điện tử do J.K. Rowling viết. Sách được phát hành dưới nhiều ngôn ngữ vào ngày 6 tháng 9 năm 2016.
Dưới cái tên chung Pottermore Presents, 3 cuốn sách mới bao gồm Truyện ngắn về Hogwarts dành cho Quyền lực, Chính trị và Những Yêu tinh Gây phiền toái (Short Stories from Hogwarts of Power, Politics and Pesky Poltergeists), Truyện ngắn từ Hogwarts về Chủ nghĩa Anh hùng, Gian nan Vất vả và Những Thú vui Nguy hiểm (Short Stories from Hogwarts of Heroism, Hardship and Dangerous Hobbies) và Hogwarts: Một Hướng dẫn Không đầy đủ và Không đáng tin cậy (Hogwarts: An Incomplete and Unreliable Guide).
Pottermore Presents chỉ được phát hành dưới dạng sách điện tử và do Amazon, Barnes & Noble cũng như Apple Store phân phối. Lý giải cho điều này, nhiều người cho rằng không ít mẩu truyện trong 3 cuốn sách mới từng được đăng tải miễn phí trên website Pottermore. Bằng cách tổng hợp lại và phát hành thành sách điện tử, người hâm mộ không cần phải tìm kiếm trên website Pottermore để đọc những bài viết mà mình yêu thích.

## Nội dung
Quyển sách cho người đọc một cái nhìn sâu hơn về mặt tối của thế giới pháp thuật, tiết lộ thêm về quá khứ của Doroles Umbridge, sự thật về những Bộ trưởng Bộ Pháp thuật đời trước và lịch sử của Ngục Azkaban cũng như sẽ tìm hiểu kĩ hơn về những năm đầu Giáo sư Horace Slughorn làm Giáo sư Độc dược tại Hogwarts - và quan hệ của ông với người học trò Tom Marvolo Riddle.